# 2012 год в аниме

## Январь
- 3 января — «Natsume Yuujinchou Shi»
- 4 января — «The New Prince of Tennis»
- 6 января -
  - «Amagami SS +»
  - «Senki Zesshou Symphogear»
  - «High School DxD»
  - «Kill Me Baby»
  - «Recorder and Randsell»
- 7 января -
  - «Area no Kishi»
  - «Sacred Seven: Shirogane no Tsubasa»
- 8 января -
  - «Bakemonogatari»
  - «Brave 10»
  - «Aquarion Evol»
- 9 января — «Danshi Koukousei no Nichijou»
- 10 января -
  - «Another»
  - «Waiting in the Summer»
- 11 января — «Papa no Iukoto o Kikinasai!»
- 12 января — «Thermae Romae»
- 13 января — «Inu x Boku SS»

## Февраль
- 3 февраля — «Black Rock Shooter»
- 17 февраля — OVA «Memory Days»
- 23 февраля — «Монсуно»

## Март
- 17 марта -
  - «Ozuma»
  - «Eiga Pretty Cure All Stars New Stage: Mirai no Tomodachi»

## Апрель
- 3 апреля — «Kimi to Boku. 2»
- 4 апреля — «Recorder and Randsell» 2 сезон
- 5 апреля -
  - «Acchi Kocchi»
  - «Kore wa Zombie desuka? On the Dead»
- 6 апреля -
  - «Accel World»
  - «Sankarea»
- 7 апреля -
  - «Kuroko no Basuke»
  - «БакуТех! Бакуган»
- 8 апреля -
  - «Fate/Zero 2»
  - «Nazo no Kanojo X»
  - «Phi Brain: Kami no Puzzle» 2 сезон
- 9 апреля -
  - «咲-Saki- 阿知賀編 episode of side-A»
  - «Tasogare Otome x Amnesia»
- 10 апреля — «Nyarko-san: Another Crawling Chaos»
- 12 апреля — «Eureka Seven: AO»
- 13 апреля -
  - «Kids on the Slope»
  - «Tsuritama»
- 18 апреля — «Inazuma Eleven Go: Chrono Stone»
- 23 апреля — «Hyouka»

## Июнь
- 29 июня — «Arcana Famiglia»

## Июль
- 1 июля — «Tari Tari»
- 2 июля -
  - «Chitose Get You!!»
  - «Jinrui wa Suitai Shimashita»
- 3 июля — «Yuru Yuri 2»
- 5 июля -
  - «Binbougami ga!»
  - «Joshiraku»
- 6 июля -
  - «Dakara Boku wa, H ga Dekinai.»
  - «Aesthetica of a Rogue Hero»
  - «Moyashimon Returns»
- 7 июля -
  - «Dog Days'»
  - «Kokoro Connect»
  - «Sword Art Online»
- 8 июля — OVA «Hyouka: Motsubeki Mono wa»
- 9 июля — «Oda Nobuna no Yabou»
- 14 июля — «Ebiten: Kouritsu Ebi Sugawa Koukou Tenmonbu»
- 17 июля — OVA «Recorder and Randsell»

## Август
- 2 августа — «Smile Precure! Let’s Go! Marchen World»
- 20 августа — OVA «Nogizaka Haruka no Himitsu: Finale»
- 23 августа — OVA «Загадочная девушка Х»

## Сентябрь
- 27 сентября — ONA «Chuunibyou demo Koi ga Shitai! Lite!»
- 28 сентября — «Gekijō-ban Tiger & Bunny -The Beginning»
- 28 сентября — «Shinsekai Yori»

## Октябрь
- 2 октября -
  - «K»
  - «Kamisama Hajimemashita»
  - «Tonari no Kaibutsu-kun»
- 4 октября -
  - «Btooom!»
  - «Chuunibyou Demo Koi ga Shitai!»
  - «Kintama»
  - «Hayate the combat butler»
- 5 октября — «Hidamari Sketch X Hoshimittsu»
- 6 октября -
  - «Bakuman»
  - «Suki-tte Ii na yo.»
  - «To Love-Ru Darkness»
- 9 октября -
  - «Girls und Panzer»
  - «Sakurasou no Pet na Kanojo»
- 10 октября -
  - «Jormungand: Perfect Order»
  - «Tytania»
- 12 октября — «Robotics;Notes»
- 13 октября — «Psycho-Pass»
- 20 октября — OVA «Kore wa Zombie Desuka? On the Dead»
- 27 октября — «Eiga Smile Precure! Ehon no Naka wa Minna Chiguhagu!»

## Ноябрь
- 17 ноября — «Evangelion: 3.0 You Can (Not) Redo»

## Декабрь
- 19 декабря — OVA «Chuunibyou demo Koi ga Shitai! Depth of Field — Ai to Nikushimi Gekijyo»
- 20 декабря — OVA «Junjou Romantica»

## Неопределённая дата
- «Hanasaku Iroha: Home Sweet Home»
- «Queen’s Blade: Rebellion»
- «Rock Lee no Seishun Full-Power Ninden»